# 성 테레사의 법열

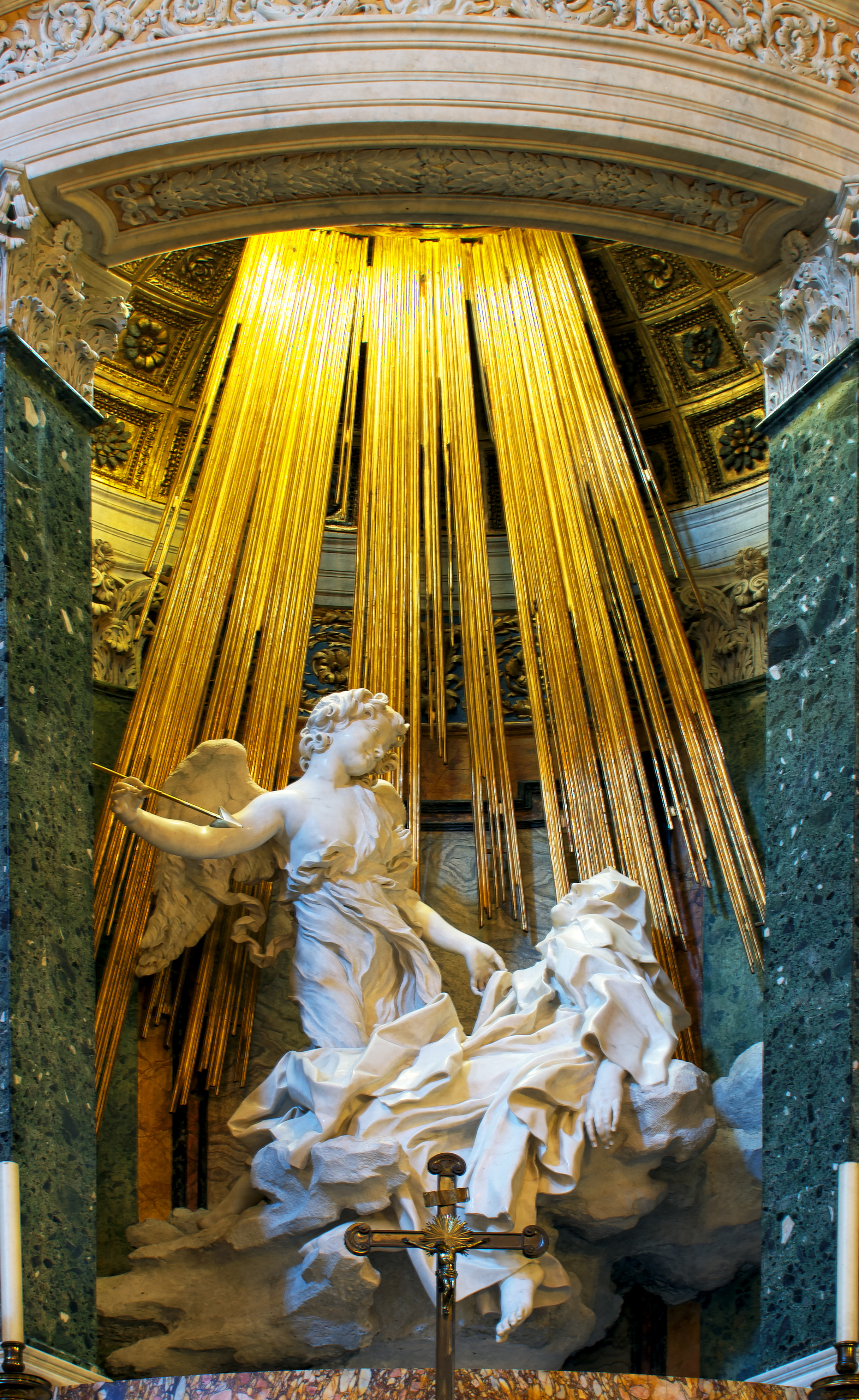
성 테레사의 법열

성 테레사의 법열(Ecstasy of Saint Teresa)은 잔 로렌초 베르니니(Gian Lorenzo Bernini 혹은 Giovanni Lorenzo Bernini)의 작품으로, 산타 마리아 델라 비토리아 성당에 있다. 1647년부터 1652년까지에 걸쳐 제작하였다.